# International Federation for Research in Women's History
International Federation for Research in Women's History (IFRWH) , är en internationell kvinnoorganisation, grundad 1987.
Organisationen verkar för forskning om kvinnors historia.